# نادي لاردة لكرة السلة
نادي لاردة لكرة السلة (بالإسبانية: Lleida Bàsquet)‏ هو فريق كرة سلة إسباني تأسس في سنة 1997 يقع في لاردة، إسبانيا. لعب معه عدد من اللاعبين الذي لعبو في الرابطة الوطنية لكرة السلة مثل أيه جاي برامليت، فيليبي لوبيز، جوني روجرز ومايكل روفين.

## وصلات خارجية
- الموقع الرسمي